# Szmalcownik
Szmalcownik [ʂmalˈtsɔvɲik]  (deutsch Schmalzownik) wurden während der deutschen Besetzung Polens Personen genannt, die für Geld versteckte Juden ausfindig machten, sie und ihre polnischen Beschützer erpressten und/oder an die Deutschen verrieten.

## Begriff
Der abwertend gemeinte Begriff entstammt dem Warschauer Dialekt des Polnisch-Jiddischen (szmalc/schmalz = Geld im Sinne von „fette Beute“ mit der unterschwelligen Bedeutung „schmierig“). Henry Armin Herzog schildert in seiner Autobiographie die näheren Umstände und deren verhängnisvolle Bedeutung für die damaligen Juden in Polen, die dort in Verstecken lebten:

„Herr Zwolinski erzählte uns, daß viele Polen Jagd auf Juden machen würden, die es wagten, in ihre ‚arische‘ Welt einzudringen. Zuerst erpreßten sie sie, und nachdem sie ihnen alles abgenommen hatten, übergaben sie sie der Gestapo. In diesem perfiden Doppelspiel erhielten sie schließlich auch noch eine Belohnung dafür, daß sie einen Juden auslieferten. Der Untergrund sammelte Informationen über diese sogenannten Schmalzowniks, und einige von ihnen waren zur Warnung bereits erschossen worden, aber sie gaben nicht auf.“

## Politik und Recht

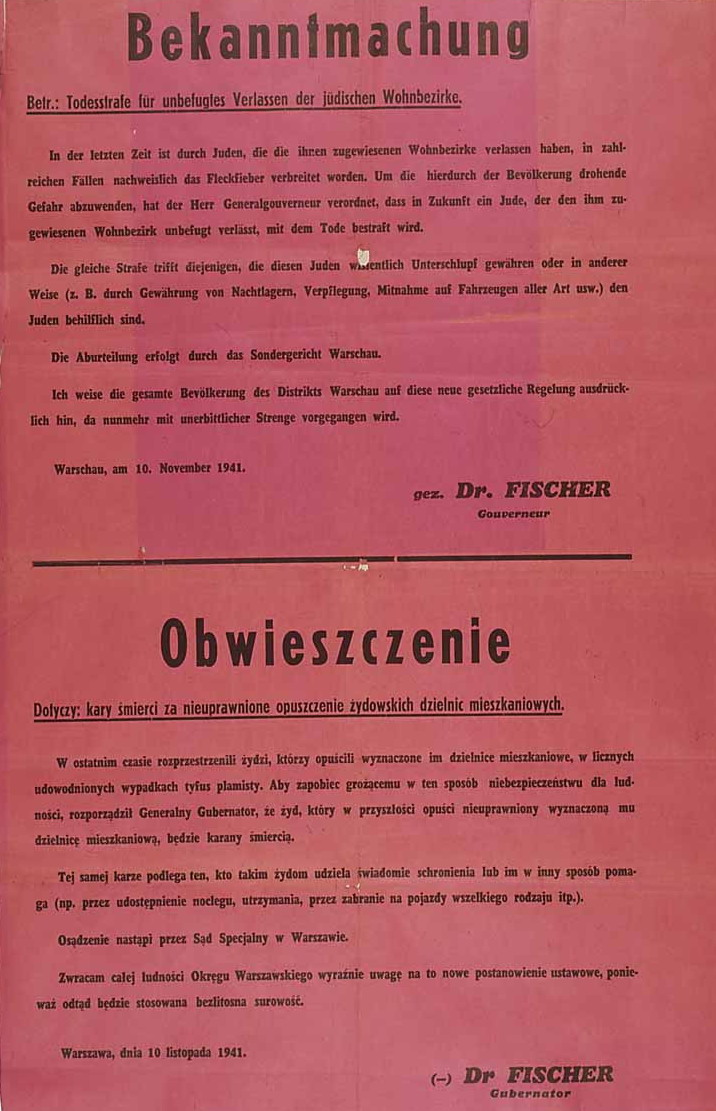
Plakat vom 10. November 1941, auf dem in deutscher und polnischer Sprache die Einführung der Todesstrafe angekündigt wurde für Juden, die das Ghetto verließen, und für Polen, die ihnen halfen

Der im Geheimen Untergrundstaat und der Exilregierung organisierte polnische Widerstand betrachtete die Aktivitäten der Szmalcowniks als Kollaboration mit den deutschen Besatzern. Die polnische Heimatarmee (Armia Krajowa) bestrafte solche Aktivitäten als Verrat mit dem Tode. Auch das kommunistische Lubliner Komitee (Polski Komitet Wyzwolenia Narodowego) folgte dieser Linie mit einem Dekret vom 31. August 1944. Dieses Dekret hat bis heute in Polen Gesetzeskraft, und wer überführt wird, während des Krieges ein Szmalcownik gewesen zu sein, wird mit lebenslanger Haft bestraft. Nach dem Krieg gab es allerdings nur wenige derartige Urteile, da die meisten Zeugen entweder bereits tot oder geflohen waren, und man nimmt daher an, dass die meisten Szmalcowniks unerkannt weiterlebten.

## Aktivitäten während der Besatzung
Vor allem in Warschau gab es viele Szmalcowniks, und sie bildeten dort manchmal regelrechte Banden, nicht selten mit einer ethnisch gemischten – polnischen, deutschen und jüdischen – Struktur und Aufgabenverteilung. Gunnar S. Paulsson schätzt, dass ein bis zwei Prozent der Warschauer Polen zu ihnen gehört haben. Das waren etwa 13.000–27.000 Personen. Bis 1945 verloren allerdings, 370.000 Juden eingeschlossen, insgesamt 685.000 Warschauer ihr Leben. Der Schaden, den diese Kriminellen anrichteten, war beträchtlich. Die meisten interessierten sich allerdings nur für Geld und beraubten die Juden der Mittel, die sie für Nahrung, Bestechungen, Zahlungen an Fluchthelfer und so weiter benötigten. Damit verstärkten sie den Druck, der auf den Juden und ihren unsicheren Lebensverhältnissen lastete, und zwangen die in Verstecken Lebenden ständig, sich nach einem neuen und sichereren Unterschlupf umzusehen. Erpressung der Juden und ihrer Beschützer verstärkte diesen Druck noch beträchtlich, auch die Gefahr, schließlich doch gefangen und getötet zu werden.
Longerich, Jäckel und Schoeps fassen zusammen:

„Der Hauptgrund, warum sich nur wenige Juden versteckt halten konnten, lag in der steigenden Zahl von Polen, die Juden aus Habgier oder anderen Gründen den Deutschen auslieferten. Außer den später als Gerechte unter den Völkern Ausgezeichneten, die den Juden aus humanitären Motiven halfen, gab es nicht wenige Polen, die sich ihre Hilfe bezahlen ließen.“

Zu Beginn der deutschen Besetzung gaben sich die Erpresser meist noch mit wenigen hundert Złoty zufrieden. (Der amtliche Wechselkurs im Generalgouvernement betrug ab 1943 50 RM für 100 Złoty, das entspricht ca. 237 €.) Die Forderungen stiegen allerdings auf mehrere hunderttausend Złoty, nachdem am 15. Oktober 1941 durch Hans Frank, deutscher Generalgouverneur im besetzten Polen, die Todesstrafe für bestimmte Vergehen eingeführt worden war. Davon betroffen waren zum einen Juden wegen eines Aufenthalts außerhalb der Ghettos; zum anderen galt die Todesstrafe aber auch für Polen und deren Familie, einschließlich Kinder, die Juden Hilfe leisten.
Auch von deutscher Seite wurden die Szmalcowniks manchmal als Kriminelle behandelt und entsprechend bestraft. Grund war, dass diese auch deutsche Beamte und Polizisten bestachen, denn nach der Denunzierung eines reichen Juden teilten die Szmalcowniks und die korrupten Deutschen häufig das gestohlene Geld. Laut Jan Grabowski wurden vor deutschen Gerichten in Warschau im Zeitraum 1940–1943 über 240 Personen wegen Erpressung von Juden verklagt. 159 (66,3 %) der Angeklagten waren ethnische Polen, 45 (18,7 %) Deutsche (sowohl Reichs- als auch Volksdeutsche) und 36 (15 %) Juden und sonstige Nationalitäten.

## Verwendung als Beleidigung
Szmalcownik ist auch ein Begriff, der als Beleidigung verwendet wird. Als der Vizepräsident des Europäischen Parlaments Ryszard Czarnecki die liberale polnische Abgeordnete Róza Thun mit einem Szmalcownik gleichsetzte, löste er damit einen internationalen Eklat aus. Die Herabwürdigung wurde als so unerträglich, unwürdig und das Ansehen sowohl Polens als auch des Europaparlaments beschädigend empfunden, dass Ryszard Czarnecki sich im Februar 2018 einem Abwahlverfahren des Parlaments stellen musste. Dies war ein bis dahin einmaliger Vorgang. Bei der Abstimmung am 7. Februar 2018 wurde Czarnecki mit der dafür nötigen Zweidrittelmehrheit mit 447 zu 196 Stimmen seines Amtes enthoben.